# ادن ولی، استرالیای جنوبی
ادن ولی (به انگلیسی: Eden Valley) یک شهرک در استرالیا است که در استرالیای جنوبی واقع شده‌است.